# Beta-lactamază

Structurile chimice generale ale penicilinelor (sus) și respectiv cefalosporinelor (jos). Cu roșu este evidențiat nucleul de beta-lactamă.

Beta-lactamazele sunt enzime (EC 3.5.2.6) produse de către bacteriile care prezintă o rezistență la antibiotice beta-lactamice, precum sunt: penicilinele, cefalosporinele, cefamicinele și carbapenemele (deși cele din urmă sunt mai rezistente la acțiunea acestor enzime). Rezistența bacteriilor este conferită de aceste enzime care sunt capabile să distrugă structura ciclică de beta-lactamă a antibioticelor, în urma unei reacții de hidroliză. Deschiderea ciclului conduce la inactivarea antibioticului.